# Sultan Naga Dimaporo
Sultan Naga Dimaporo (Karomatan) ist eine philippinische Stadtgemeinde in der Provinz Lanao del Norte. Sie hat 56.764 Einwohner (Zensus 1. August 2015). Die Gemeinde liegt an der Bucht von Illana.

## Baranggays
Sultan Naga Dimaporo ist politisch in 37 Baranggays unterteilt.
| - Bangaan - Bangco - Bansarvil II - Bauyan - Cabongbongan - Calibao - Calipapa - Calube - Campo Islam - Capocao - Dabliston - Dangulaan - Ditago | - Ilian - Kauswagan - Kirapan - Koreo - Lantawan - Mabuhay - Maguindanao - Mahayahay - Mamagum - Pandanan - Payong - Piraka | - Pikalawag - Pikinit - Poblacion - Ramain - Rebucon - Sigayan - Sugod - Tagulo - Tantaon - Topocon (Capocgo) - Dalama - Mina |